# 波多韋 (新特羅伊齊克區)
46°33′22″N 34°8′25″E / 46.55611°N 34.14028°E
波多韋（烏克蘭語：Подове）是位於烏克蘭南部的村莊，由赫爾松州海尼切斯克區的新特羅伊齊克市鎮負責管轄。該村始建於1924年，面積70平方公里，海拔高度35米，2001年人口1,123，人口密度每平方公里16人。